# فرقة البانزر السابعة (فيرماخت)

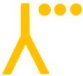

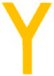

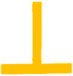

فرقة البانزر السابعة هي إحدى فرق البانزر الألمانية التي شاركت في معركة فرنسا بقيادة الجنرال إيرفن رومل والتي لقبت ب «فرقة الشبح» بسبب سرعتها واستقلاليتها في الحركة والتي كانت حتى القيادة العليا الألمانية تواجه صعوبات في تتبعها وتحديد مكانها، بعد الخدمة في فرنسا خدمت الفرقة بشكل أساسي في جبهة الشرق منهية ايامها بالدفاع عن ألمانيا واستسلامها للجيش البريطاني شمال غرب برلين من عام 1945.

## فرقة البانزر السابعة في فرنسا
بنهاية الاجتياح الناجح الذي قامت به ألمانيا لبولندا سمح هتلر ل إيرفن رومل باختيار أي وحدة عسكرية يريد قيادتها ومع العلم بان رومل لم تكن لديه أي خبرة فعلية في معارك الدبابات أو الدروع فقد اختار فرقة البانزر وبالفعل في 15 فبراير من عام 1940 تسلم قيادة فرقة البانزر السابعة وخلال التحضيرات لعمليات الغزو أصبحت فرقة البانزر السابعة جزئا من فيلق البانزر الخامس عشر بقيادة الجنرال هوث.

## فرقة الشبح تحت أمرة إرفين رومل
خلال الاجتياح الألماني لفرنسا تحركت فرقة البانزر السابعة بسرعة كبيره جدا قاطعة مسافات واسعة إذ حصلت على الاسم فرقة الشبح بالألماني: Gespensterdivision خلال ما يعرف ب معركة فرنسا لسرعتها وعدم معرفة مكان تواجدها حتى من قبل القيادة العليا الألمانية. كان طابع رومل هو «القيادة من الامام» حتى انه أحيانا كان يقطع الاتصال بالقيادة العليا عندما لا يريد لاحد ان يزعجه أو يشوش عليه حيث ان تصرفه هذا كان يدل على ثقه كبيرة بالنفس وفي تكتيكات ال بلتزكريج أو الحرب الخاطفة. بسبب نجاحاته وانه كان من المفضلين لدى هتلر منع عنه مضاعفات تصرفاته وعصيانه أحيانا إلا أن هذا لم يمنع الانتقادات التي وجهت له من قبل البعض على انه توجد صعوبه في الاتصال به أو تحديد مكانه. في رسالة إلى زوجته وصف رومل الحملة على فرنسا انها كالبرق: "a lightning Tour de France".

## الجدول الزمني لفرقة البانزر السابعة في بلجيكا وفرنسا

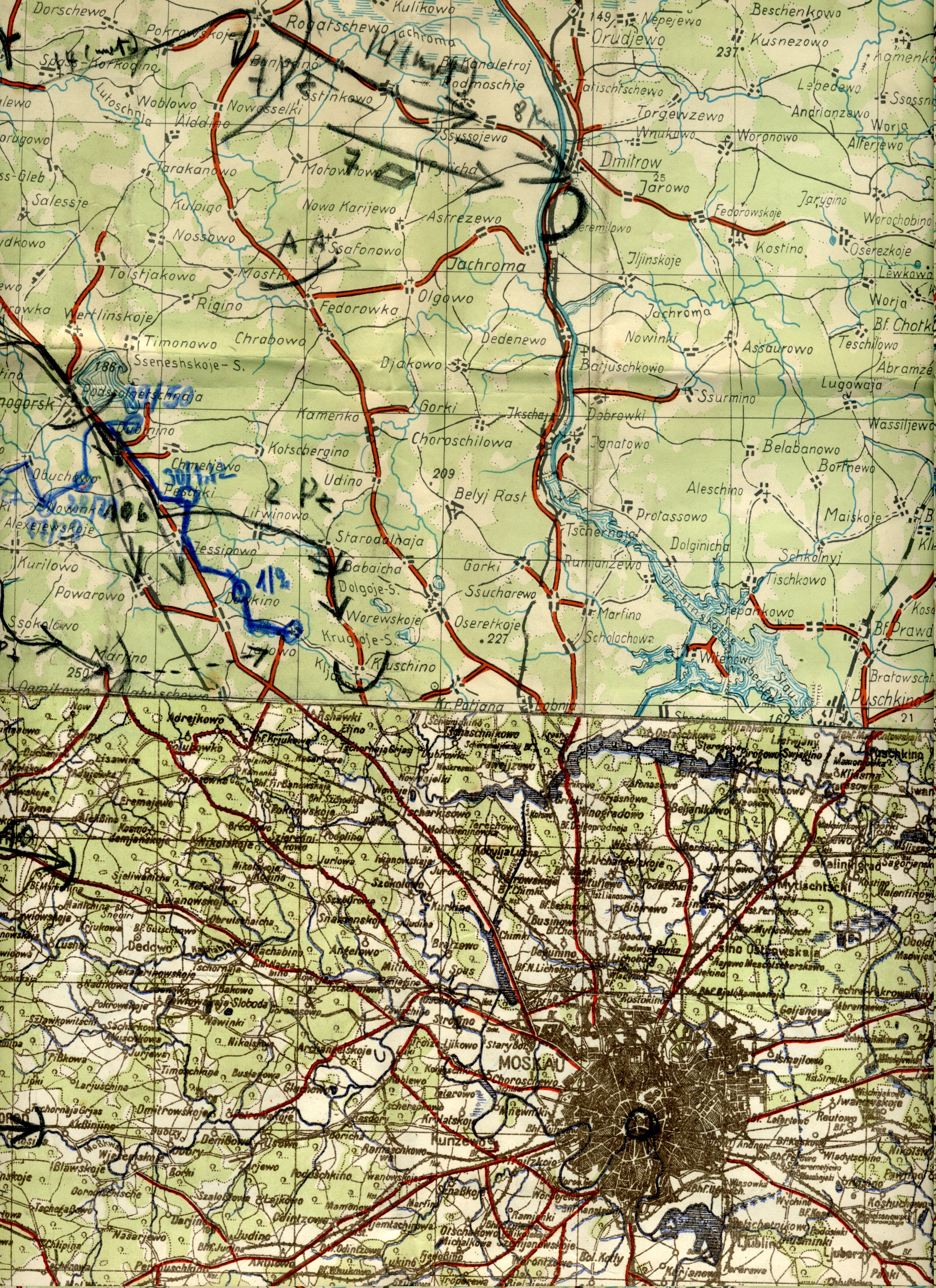
خارطة استعملت من قبل فرقة البانزر السابعة في حملة روسيا

- 12 مايو 1940 وصلت فرقة البانزر السابعة دينانت
- 13 مايو 1940 عبرت نهر الميز بعد قتال عنيف
- 15 مايو 1940 وصلت فيليب فيل واستمرت غربا
- 21 مايو 1940 وصلت أراس حيث اعترضها فوجين من الدبابات البريطانية إلا أن تقدم الفوجين توقف خوفا من نيران المدفعية المضادة للدبابات
- 5 يونيو 1940 تمركزت قرب أبيفيل
- 8 يونيو 1940 وصلت إلى ضواحي مدينة روان
- 10 يونيو 1940 وصلت القناة الإنكليزية غرب دييب
- 17 يونيو 1940 وصلت ضواحي شيربوور الجنوبية
- 19 يونيو 1940 ثكنة شيربوور العسكرية تستلم لرومل
- 25 يونيو 1940 انتهاء العمليات القتالية لفرقة البانزر السابعة في فرنسا

## نظام/تركيب فرقة البانزر السابعة 1940
- فوج البانزر ال25
  - الكتيبة الأولى
  - الكتيبة الثانية
- كتيبة البانزر ال66
- كتيبة الدراجات النارية ال7
- فوج المشاة ال6
  - الكتيبة الأولى
  - الكتيبة الثانية
- فوج المشاة ال7
  - الكتيبة الأولى
  - الكتيبة الثانية
- كتيبة الاستطلاع ال37
- فوج المدفعية ال78
  - الكتيبة الأولى
  - الكتيبة الثانية
- كتيبة الهندسة القتالية ال58
- كتيبة مضادات الدروع ال42